# Sioux Center (Iowa)
Sioux Center es una ciudad ubicada en el condado de Sioux en el estado estadounidense de Iowa. En el Censo de 2010 tenía una población de 7048 habitantes y una densidad poblacional de 430,99 personas por km².

## Geografía
Sioux Center se encuentra ubicada en las coordenadas 43°4′29″N 96°10′15″O / 43.07472, -96.17083. Según la Oficina del Censo de los Estados Unidos, Sioux Center tiene una superficie total de 16.35 km², de la cual 16.35 km² corresponden a tierra firme y (0%) 0 km² es agua.

## Demografía
Según el censo de 2010, había 7048 personas residiendo en Sioux Center. La densidad de población era de 430,99 hab./km². De los 7048 habitantes, Sioux Center estaba compuesto por el 91.56% blancos, el 0.38% eran afroamericanos, el 0.34% eran amerindios, el 1.22% eran asiáticos, el 0.01% eran isleños del Pacífico, el 5.45% eran de otras razas y el 1.04% pertenecían a dos o más razas. Del total de la población el 13.05% eran hispanos o latinos de cualquier raza.